# Little Creek
Little Creek es un pueblo ubicado en el condado de Kent en el estado estadounidense de Delaware. En el año 2000 tenía una población de 195 habitantes y una densidad poblacional de 687 personas por km².

## Geografía
Little Creek se encuentra ubicado en las coordenadas 39°9′55″N 75°26′55″O / 39.16528, -75.44861.

## Demografía
Según la Oficina del Censo en 2000 los ingresos medios por hogar en la localidad eran de $39,375, y los ingresos medios por familia eran $41,563. Los hombres tenían unos ingresos medios de $27,250 frente a los $25,000 para las mujeres. La renta per cápita para la localidad era de $13,418. Alrededor del 18.8% de la población estaban por debajo del umbral de pobreza.

## Localidades adyacentes
Diagrama de las localidades a un radio de 16 km a la redonda de Little Creek.